# Pandora radiata
Pandora radiata är en musselart som beskrevs av Sowerby 1835. Pandora radiata ingår i släktet Pandora och familjen Pandoridae. Inga underarter finns listade i Catalogue of Life.